# Йени Фикир
„Йени Фикир“ (на османски турски: ىانى فكر; на турски: Yeni Fikir, в превод Нова идея/мисъл) е османски вестник, излизал в Битоля, Османската империя от 15 декември 1911 година.
Издава се от Едхем Нежад и Ферид бей. Това е първият образователен националистически вестник в Османската империя. Вестникът се публикува на 15 число всеки месец.